# Жмылёва, Ольга Александровна
Жмылёва О́льга Алекса́ндровна, она же Ма́йка Лунёвская (родилась 9 мая 1988, Тамбовская область) — русский поэт, музыкальный исполнитель, художник.  

## Биография
До 16 лет жила в селе Первая Берёзовка, оно же Лунёвка. По собственному признанию, именно этот топоним и лёг в основу её псевдонима. Окончила Тамбовский государственный технический университет по специальности «юриспруденция». В 2012 году училась в Воронежской государственной академии искусств на театральном факультете. 
Осуществляет регулярную концертную деятельность. Выпустила музыкальные альбомы «Сад», «Пустота» и несколько синглов. 
Инициировала арт-проект likibaziliki, в рамках которого публикует авторскую графику. Как отмечают в журнале Prosodia, этот стиль близок по технике дудлингу, с упором на орнаментальное начало. Ряд работ был использован при оформлении спектакля во МХАТе и на фестивале «Рок над Студенцом». В качестве художника ведёт колонку в журнале «Дегуста».  
Публиковалась в разных литературных изданиях, в том числе в журналах «Дети Ра», «Южное сияние», «Знамя», «Юность», «Эмигрантская лира», «Интерпоэзия», «Наш современник», в «Литературной газете».
Участник Форума молодых писателей (2016, 2021, 2022, 2023). Стипендиатка Фонда СЭИП (2021, 2022, 2023). Лауреат Международного арт-фестиваля «Провинция у моря» (2014). Лауреат премии «Северная земля». Лауреат Международной литературной премии имени А.И. Левитова (2023). Лауреат литературной премии «Лицей» имени А.С. Пушкина (2024). 
Член Южнорусского Союза Писателей. 
Живёт в Тамбове. 

## Критика
- Сергей Баталов: «Стихи Майки Лунёвской – ещё один вариант реакции на ситуацию, когда "мир прекрасен, а человек умирает". Ситуацию, реакция на которую и рождает поэтов. Это бесстрашное в своей честности исследование собственной души и последствий от её столкновения с окружающим миром. Столкновения, травма от которого не убивает, но становится основой собственной идентичности»[20].
- Евгения Баранова: «Если бы поэта Лунëвской не было, её стоило бы выдумать: по-настоящему красивая Майка пишет по-настоящему страшные тексты. "Привлекательна эстетика распада", но не только она — и прохладный выдох травы, и тайная жизнь жуков достойны тщательного внимания. Поэзия на краю — то ли городского гетто, то ли простуженной лесополосы. "Семена посадить под арест нельзя". И признаваться в любви этим стихам мне легко и приятно»[21].
- Мария Знобищева: «Интонационно и стилистически стихи Лунёвской – это долгий, прерываемый лишь необходимыми для оглядки на самого себя паузами, негромкий разговор с читателем на равных. В нем ни капли пафоса – никогда, никакого, – но есть строгая сосредоточенность на текущем моменте, фиксации сменяющихся состояний. И эта фиксация приводит иногда к выходам в пространство коллективного переживания – боли, беспомощности, потерянности, поиска новых смыслов, из которого так сложно и так травмоопасно складывается танец на руинах»[22].